# Zulte (Anglo-Belge)
Zulte was een typisch Vlaams oud bruin bier, ontwikkeld en oorspronkelijk gebrouwen door Brouwerij Anglo-Belge. 

## Bier
Het was een bier van hoge gisting met een diepbruine kleur en rode schijn. De kraag gaf een typische crèmekleur. In de geur viel een lichte houttoets te herkennen. 
Wat de smaak betreft, kwam een eerder zoet aroma op de voorgrond. De afdronk was mildzuur en vloeide waterachtig uit. Het had een alcoholpercentage van 4,7. 

## Geschiedenis
Het Zulte-bier, tot 1985 gekend als Oud Bruin, werd gebrouwen door Alfred Versele van de Brouwerij Anglo-Belge te Zulte. 
De brouwerij werd in 1979 overgenomen door de Franse groep BSN, toen onder meer eigenaar van Brouwerij Kronenbourg en Brouwerij Cristal Alken. Het bier werd nog enige tijd gebrouwen te Zulte. In 1989 werd de locatie te Zulte opgeheven en werd de productie verhuisd naar Waarloos (Kontich). 
Uiteindelijk verdween het bier van de markt in 2007. 

## Trivia
In 2017 werd een bier met dezelfde naam gelanceerd door bierfirma Alfred, opgericht door de achterkleinzoon van Alfred Versele, die een nieuwe bruine versie, maar ook een blonde versie ontwikkelde.